# 방쓰역
방쓰역은 타이 방콕에 있는 지하철역이다.